# Асіті жовточеревий
Асіті жовточеревий (Philepitta schlegeli) — вид горобцеподібних птахів родини асітових (Philepittidae).

## Поширення
Ендемік Мадагаскару. Трапляється у лісах вздовж північно-західного узбережжя острова.

## Опис
Тіло завдовжки близько п'ятнадцяти сантиметрів, включаючи хвіст. У самця в шлюбний період голова та шия чорні; черево, груди, горло, спина та плечі лимонно-жовті; крила та хвіст оливково-зелені. Навколо очей є голі ділянки шкіри синього та яскраво-зеленого кольорів. У позашлюбний період забарвлення самця тьмяніє: голова стає сіро-чорнуватою, жовте черево втрачає інтенсивність забарвлення, а ділянка навколо очей стає тьмяно-зеленою. Оперення самиці схоже на позашлюбне оперення самця, але з сіро-коричневою головою.

## Спосіб життя
Трапляється поодинці. Поживу шукає у підліску та у заростях чанарників. Живиться фруктами та ягодами.
Шлюбний сезон триває з кінця серпня по листопад. Полігінічний вид. Самець приваблює самиць співом та забарвленням. Будівництвом гнізда та піклуванням про потомство займається лише самиця. У кладці 1-3 яйця, інкубація триває приблизно 4 тижні, вигодовування пташенят в гнізді триває близько 6 тижнів.